# Brasitânia
Brasitânia é um distrito do município brasileiro de Fernandópolis, no interior do estado de São Paulo.

## História

### Origem
O povoado surgiu na década de 40, formado por agricultores de café e criadores de gado. Em 1945, João Guerreiro Conde e Joaquim Eleotério, proprietários no espigão do Santa Rita, disputavam o poder econômico da região e, no sentido de sacramentar a posição, lotearam parte de suas terras para edificar ali o que seria mais tarde o distrito de Brasitânia, fundado em 06/08/1946.

### Formação administrativa
- Pedido para criação do distrito através de processo que deu entrada na Assembléia Legislativa do Estado de São Paulo no ano de 1953, mas como não atendia os requisitos necessários exigidos por lei para tal finalidade o processo foi arquivado[5].
- Distrito criado pela Lei n° 5.285 de 18/02/1959, com sede no povoado de igual nome e com território desmembrado do distrito de Fernandópolis (sede) e do distrito de Macedônia[6][7].

### Pedido de emancipação
O distrito tentou a emancipação político-administrativa e ser elevado à município, através de processo que deu entrada na Assembléia Legislativa do Estado de São Paulo no ano de 1994, mas como não atendia os requisitos necessários exigidos por lei para tal finalidade, o processo foi arquivado.

## Geografia

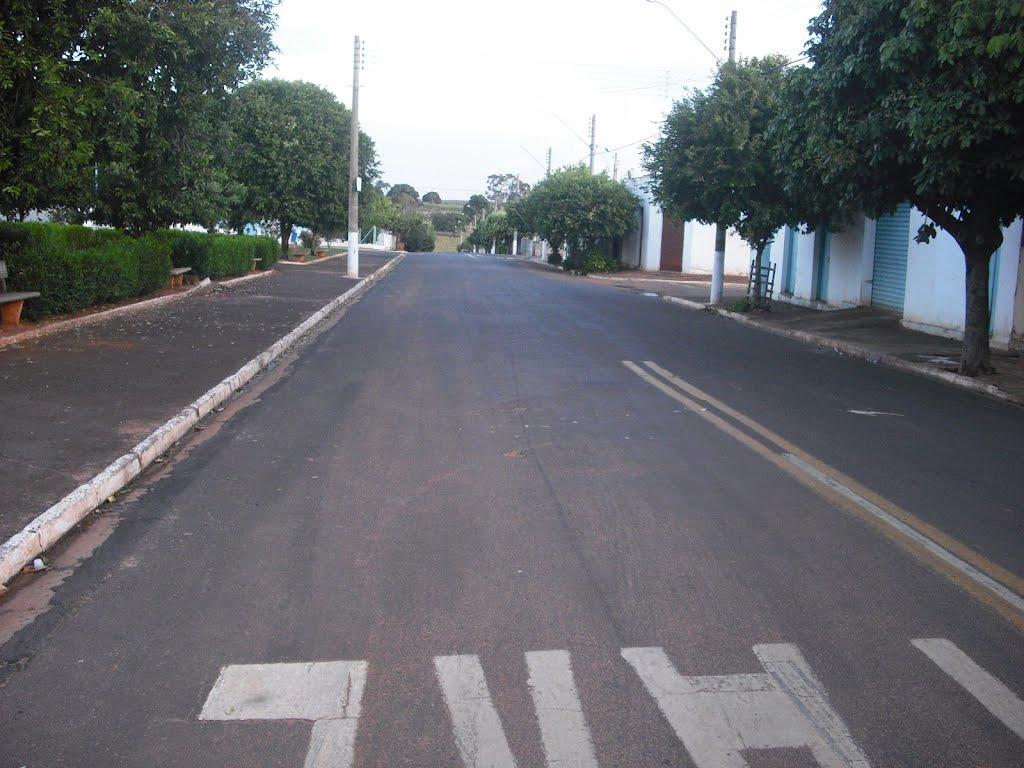
Aspecto local.

### Demografia

#### População urbana
| Crescimento população urbana | Crescimento população urbana | Crescimento população urbana | Crescimento população urbana |
| Censo                        | Pop.                         |                              | %±                           |
| ---------------------------- | ---------------------------- | ---------------------------- | ---------------------------- |
| 1960                         | 474                          |                              | —                            |
| 1970                         | 709                          |                              | 49,6%                        |
| 1980                         | 814                          |                              | 14,8%                        |
| 1991                         | 786                          |                              | −3,4%                        |
| 2000                         | 739                          |                              | −6,0%                        |
| 2010                         | 752                          |                              | 1,8%                         |
| 2022                         | 602                          |                              | −19,9%                       |
| Fonte: IBGE e Fundação SEADE |                              |                              |                              |

#### População total
Pelo Censo 2010 (IBGE) a população total do distrito era de 1 012 habitantes.

### Área territorial
A área territorial do distrito é de 92,255 km².

### Rodovias
O principal acesso ao distrito é a Rodovia Percy Waldir Semeguini (SP-543).

## Serviços públicos

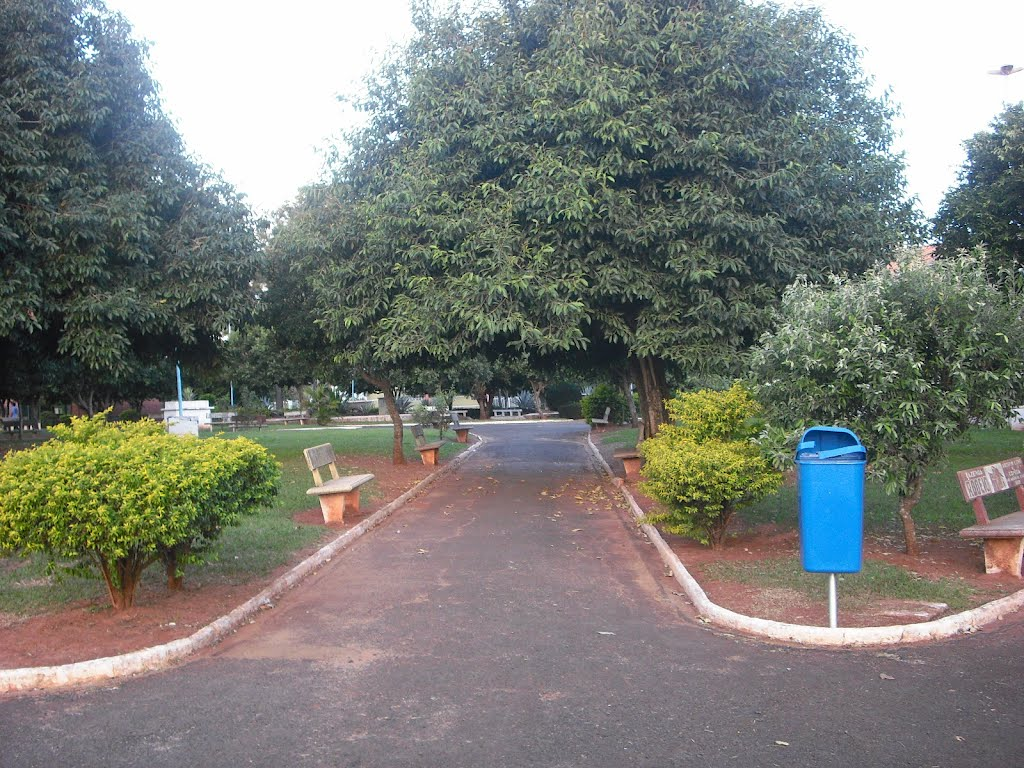
Praça.

### Registro civil
Atualmente é feito no próprio distrito, pois o Cartório de Registro Civil das Pessoas Naturais do distrito ainda continua ativo.
O primeiro ato do registro civil lavrado no cartório foi o de nascimento, em 06/06/1959. No mesmo mês, em 08/06/1959, a serventia realizou sua primeira certidão de óbito. Já a de casamento foi emitida em 27/06/1959.
O distrito teve grande impulso com a criação do cartório, cuja instalação aconteceu em 26/05/1959, sanando as dificuldades da população que antes precisavam registrar os filhos ou realizar casamentos somente em Fernandópolis. O primeiro juiz foi Joaquim Rebouças de Carvalho Sobrinho, o escrevente José Fernandes Silva e o juiz de casamento José de Souza Prado.

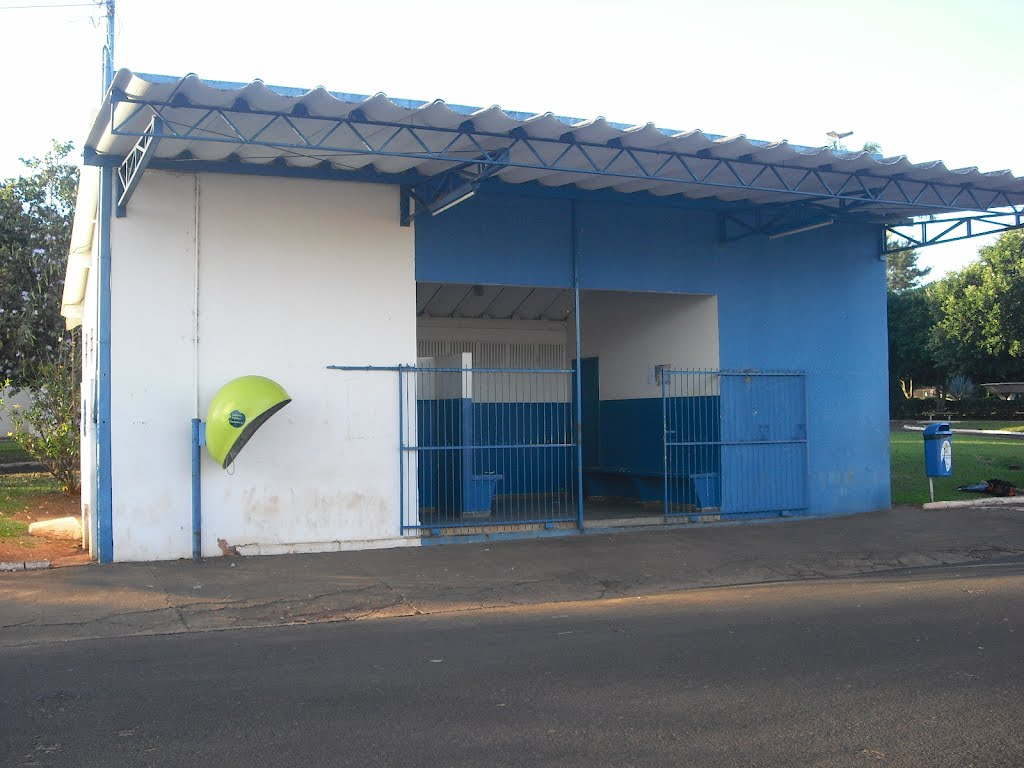
Rodoviária de Brasitânia.

### Educação
A primeira escola (GESC de Brasitânia) foi criada em 1952, passando a EEPG Maria Conceição Aparecida Basso, homenagem a primeira professora a dedicar-se as crianças de Brasitânia.

### Saneamento
O serviço de abastecimento de água é feito pela Companhia de Saneamento Básico do Estado de São Paulo (SABESP).

### Energia
A responsável pelo abastecimento de energia elétrica é a Neoenergia Elektro, antiga CESP.

### Telecomunicações
O distrito era atendido pela Telecomunicações de São Paulo (TELESP), que inaugurou a central telefônica utilizada até os dias atuais. Em 1998 esta empresa foi vendida para a Telefônica, que em 2012 adotou a marca Vivo para suas operações.

## Atividades econômicas
Brasitânia continua sendo a maior área agrícola de Fernandópolis, caracterizada por pequenas e médias propriedades. A maioria da população trabalha na atividade agrícola.

## Religião
O Cristianismo se faz presente no distrito da seguinte forma:

### Igreja Católica
- A igreja faz parte da Diocese de Jales[23].

### Igrejas Evangélicas
- Congregação Cristã no Brasil[24].